# 克鲁伊
克鲁伊（法語：Crouy，法語發音：[kʁui]）是法国上法蘭西大區埃纳省的一个市镇，属于苏瓦松区。

## 地理
克鲁伊（49°24'9"N, 3°21'36"E）面积10.38 平方千米，位于法国上法蘭西大區埃纳省，该省份为法国北部内陆省份，北起北部省，西接索姆省和瓦兹省，东临阿登省和马恩省，西南至塞纳-马恩省，东北部与比利时接壤。
与克鲁伊接壤的市镇（或旧市镇、城区）包括：布赖、比西勒隆、克拉姆西、屈菲、勒里、马尔日瓦勒、苏瓦松、弗勒尼、维耶里。

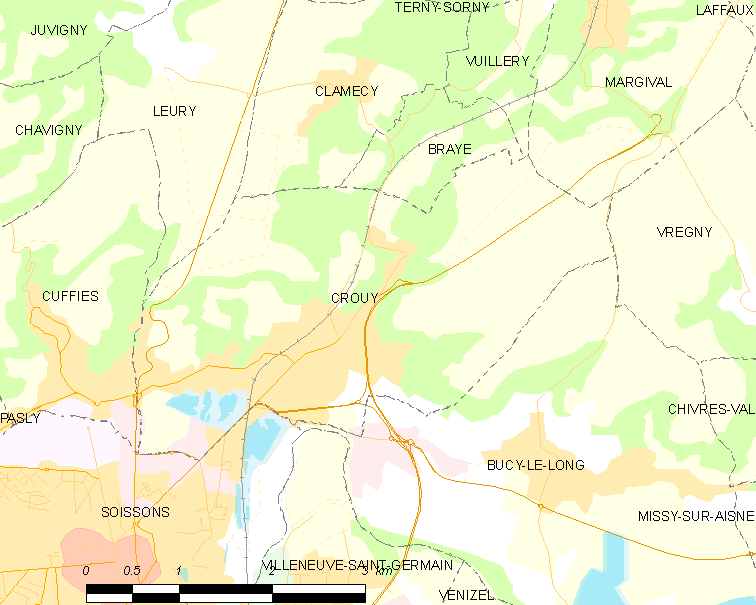
克鲁伊的OSM定位图

克鲁伊的时区为UTC+01:00、UTC+02:00（夏令时）。

## 行政
克鲁伊的邮政编码为02880，INSEE市镇编码为02243。

## 政治
克鲁伊所属的省级选区为苏瓦松第一县。

## 人口

1962-2008年间克鲁伊人口变化图示

克鲁伊于2022年1月1日时的人口数量为3041人。